# Стохастическое дифференциальное уравнение в частных производных
Стохастическое дифференциальное уравнение в частных производных — обобщение дифференциального уравнения в частных производных за счёт введения случайных сил и коэффициентов аналогично тому, как обыкновенные стохастические дифференциальные уравнения служат обобщением обыкновенных дифференциальных уравнений.
Они имеют значение для квантовой теории поля, статистической механики и пространственного моделирования.

## Примеры
Одним из наиболее изучаемых стохастических уравнений в частных производных является стохастическое уравнение теплопроводности, которое может быть формально записано как
{\displaystyle \partial _{t}u=\Delta u+\xi \;,}
где {\displaystyle \Delta } обозначает Лапласиан, а {\displaystyle \xi } означает пространственно-временной белый шум. Другие примеры включают в себя стохастические версии известных линейных уравнений, таких как волновое уравнение и уравнение Шредингера.

## Проблемы
Одной из сложностей является их недостаточная регулярность. В одномерном пространстве решения стохастического уравнения теплопроводности являются почти на 1/2 непрерывными по Гёльдеру в пространстве и на 1/4 непрерывными по Гёльдеру во времени. Для размерностей два и выше решения даже не являются функциональными, но их можно интерпретировать как случайные распределения.
Для линейных уравнений обычно можно найти мягкое решение с использованием техник полугруппы.
Однако проблемы начинаются при рассмотрении нелинейных уравнений. Например,
{\displaystyle \partial _{t}u=\Delta u+P(u)+\xi ,}
где {\displaystyle P} является полиномом. В этом случае даже неясно, как следует интерпретировать уравнение. Такое уравнение также не будет иметь функциональное решение в размерности больше единицы, а значит, и не будет иметь точечного смысла. Известно, что пространство распределений не имеет структуры произведения. Это основная проблема такой теории. Это приводит к необходимости некоторой формы перенормировки.
Ранней попыткой обойти такие проблемы для некоторых конкретных уравнений был так называемый приём да Прато — Дебюше, который заключался в изучении таких нелинейных уравнений как возмущений линейных. Однако этот метод можно использовать только в очень ограниченных условиях, так как он зависит как от нелинейного фактора, так и от регулярности термина воздействующего шума. В последние годы область значительно расширилась, и теперь существует большой арсенал для гарантирования локального существования для различных субкритических стохастических уравнений в частных производных.